# WASP-6b
WASP-6b Es un planeta extrasolar que orbita la estrella WASP-6, estrella de magnitud aparente 12.4, tipo espectral G8 y que posee una temperatura en su fotósfera de 5500 K. Se encuentra a unos 1000 años luz de distancia.

## Características
Su radio y masa indican que posiblemente se trate de un gigante gaseoso, similar a Júpiter, aunque por su cercanía con su estrella (un 4.4% de la distancia de la Tierra al Sol), se clasificaría como un Júpiter caliente. No ha sido informada su ascensión recta ni su declinación.

## Nombre
En 2019, la Unión Astronómica Internacional anunció como parte de su proyecto NameExoWorlds que WASP-6 y su planeta WASP-6b recibirían nombres oficiales elegidos por la República Dominicana. El planeta WASP-6b se llama Boinayel, deidad taína de la lluvia que fertiliza la tierra. Su estrella WASP-6 se denomina Márohu, su hermano gemelo, deidad taína del tiempo soleado.